# Balham (Metropolitano de Londres)
Balham é uma estação da National Rail e do Metrô de Londres em Balham central no borough londrino de Wandsworth em Londres. Ela fica na Zona 3 do Travelcard.

## Estação do Metrô de Londres
A estação foi inaugurada em 6 de dezembro de 1926 como parte da Extensão de Morden da City and South London Railway ao sul de Clapham Common. A linha e outras estações na extensão foram inauguradas antes, em 13 de setembro de 1926. A estação fica entre as estações Clapham South e Tooting Bec (Metropolitano de Londres) na linha Northern.
Junto com as outras estações na extensão Morden, o edifício foi projetado pelo arquiteto Charles Holden. Eles foram o primeiro grande projeto de Holden para o metrô. Ele foi selecionado por Frank Pick, gerente geral da Underground Electric Railways Company of London (UERL), para projetar as estações depois de ficar insatisfeito com os projetos produzidos pelo próprio arquiteto da UERL, Stanley Heaps. Os edifícios da estação subterrânea são listados como Grau II.